# Delta viatrix
Delta viatrix är en stekelart som först beskrevs av Nurse 1903.  Delta viatrix ingår i släktet Delta och familjen Eumenidae. Inga underarter finns listade i Catalogue of Life.